# Foch (R99)
Foch (R99), numera São Paulo (A12), var ett franskbyggt hangarfartyg i Clemenceau-klassen. Hon byggdes 1957–1960 och namngavs ursprungligen efter marskalken Ferdinand Foch.
Foch tjänstgjorde i den franska flottan fram till år 2000, då hon såldes till Brasilien. Hon förblev där i aktiv tjänst under namnet São Paulo fram till 2005, då hon drabbades av en explosion i maskinrummet, vilket krävde omfattande reparationer. Strax innan fartyget var tänkt att återgå i tjänst 2013 drabbades hon av ännu en olycka, en brand år 2012, vilket tvingade Brasilien att skrinlägga planerna.
I november 2018 togs São Paulo, som fortfarande var under ombyggnad, slutgiltigt ur tjänst. Fartygets fortsatta öden diskuterades ytterligare några år, med förslag om att hon skulle bli träningsfartyg för turkiska flottan eller omvandlas till museiskepp. São Paulo sänktes dock, trots protester från miljöorganisationer, på 5.000 meters djup i Atlanten den 3 februari 2023.